# Michael Emerson
Michael Emerson (Cedar Rapids, 7 settembre 1954) è un attore statunitense.
È famoso soprattutto per l'importante ruolo di Benjamin Linus e del miliardario Harold Finch rispettivamente nelle serie televisive Lost e Person of Interest.

## Biografia

### Nascita, formazione e primi lavori
Nato a Cedar Rapids e cresciuto a Toledo nell'Iowa, Michael Emerson studia teatro ed arte alla Drake University laureandosi nel 1976. Dopo la laurea si trasferisce a New York dove, non riuscendo a trovare occupazione come attore, lavora come illustratore.
Nel 1986 si trasferisce a Jacksonville in Florida. Qui riesce a recitare in produzioni locali e, fino al 1993, lavora come insegnante e direttore del Flagler College. Nel 1993, si iscrive ad un Master in Belle Arti e Corso di formazione per Attori Professionali sponsorizzato dall'Alabama Shakespeare Festival dell'Università dell'Alabama. Nel 1995 termina il master e ritorna a New York, dove compare nella vetrina annuale dell'Alabama Shakespeare Festival.

### Il successo
Per Michael il successo arriva nel 1997, quando interpreta il ruolo di Oscar Wilde nell'opera Gross Indecency: The Trials of Oscar Wilde messa in atto a Broadway e scritta da Moises Kaufaman. L'opera riscosse un grande successo da parte della critica.

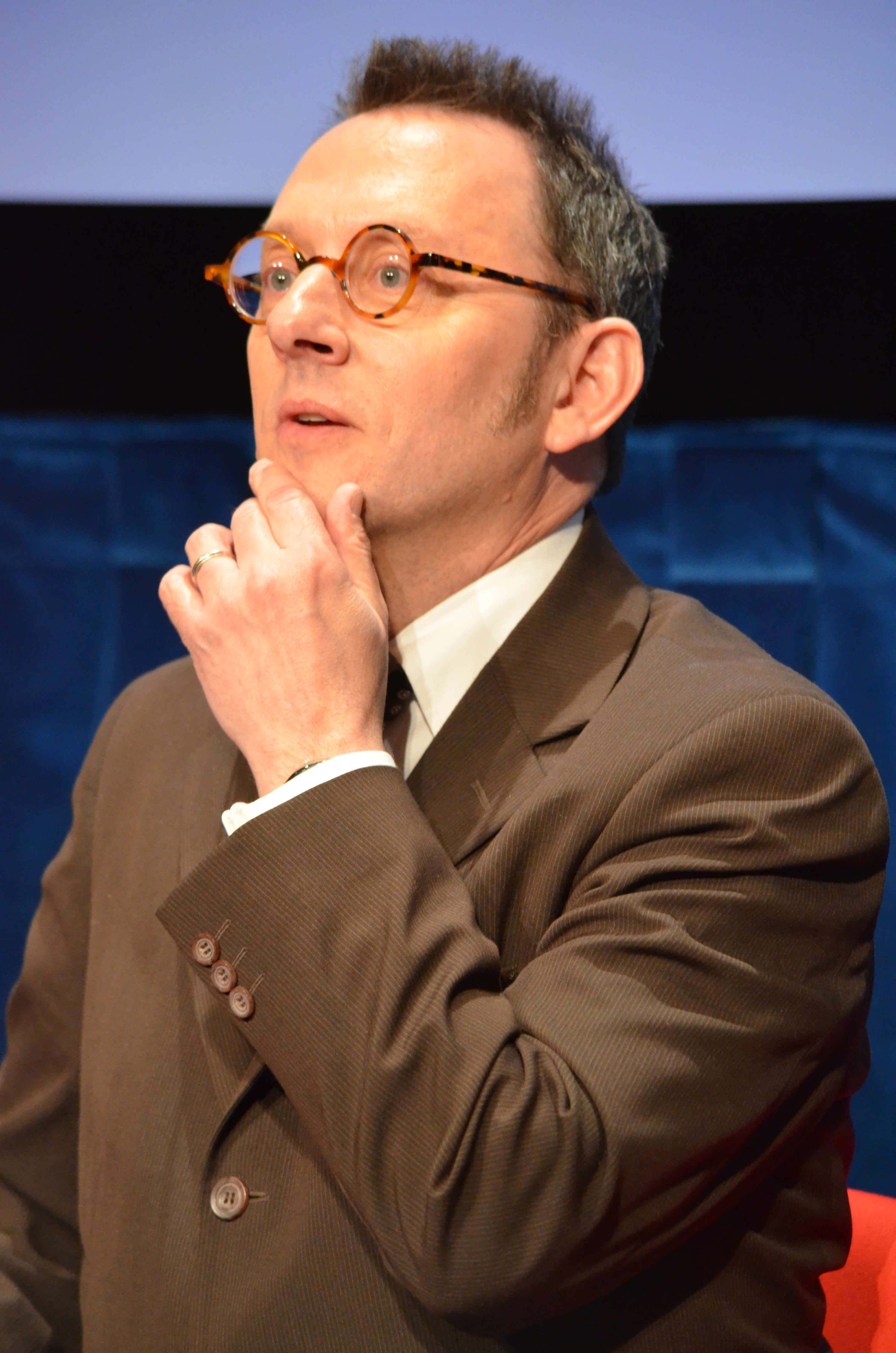
Michael Emerson nel 2012

Negli anni seguenti Emerson continua la sua esperienza teatrale mostrando il proprio talento nell'opera The Misanthrope del 1998 assieme ad Uma Thurman e nell'opera The Iceman Cometh del 1999 con Kevin Spacey. Ha recitato inoltre con Kate Burton in Give Me Your Answer, Do! e in Hedda Gabler.
Nel 2000 e nel 2001 offre al pubblico un'ottima performance nel ruolo di William Hinks in alcuni episodi della serie televisiva The Practice - Professione avvocati, grazie alla quale vince un Premio Emmy.
Dal 2001 al 2004 fa apparizioni fugaci nelle serie televisive Law & Order: Criminal Intent, X-Files, Senza traccia e Law & Order - Unità vittime speciali.
Sul grande schermo è conosciuto principalmente per il ruolo di Zep Hindle nel film Saw - L'enigmista. Ha recitato anche nei film The Laramie Project, The Legend of Zorro e Jumping off Bridges.
Nel 2006 partecipa ad alcuni episodi della seconda stagione della serie televisiva statunitense Lost, dove interpreta il misterioso personaggio di Benjamin Linus, per entrare poi nel cast principale della serie a partire dalla terza stagione. Per l'interpretazione di questo ruolo vince un Emmy nel 2009.
Un ulteriore successo in televisione arriva con l'interpretazione del miliardario ingegnere di software Harold Finch nella serie televisiva drammatica di spionaggio Person of Interest, ruolo che ricopre dal 2011 al 2016. Accanto a lui recita Jim Caviezel.
Nel 2019 interpreta Abbone da Fossanova nella miniserie televisiva Il nome della rosa, prodotta da Rai e Tele München, tratta dall'omonimo romanzo di Umberto Eco.

## Vita privata
È sposato dal 1998 con l'attrice Carrie Preston. È da tempo sostenitore delle opere di beneficenza legate al mondo del teatro.

## Filmografia

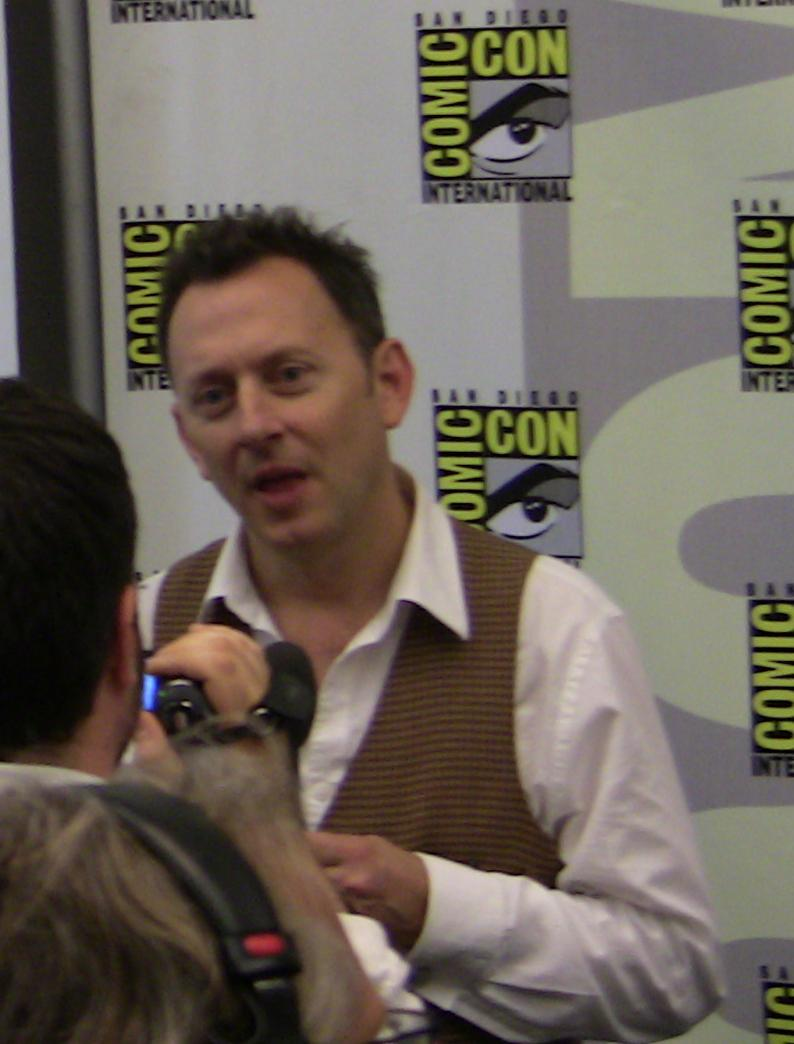
Michael Emerson al San Diego Comic-Con International nel 2009

### Attore

#### Cinema
- Scherzi del cuore (Playing by Heart), regia di Willard Carroll (1998)
- Gli imbroglioni (The Impostors), regia di Stanley Tucci (1998)
- L'amore infedele - Unfaithful (Unfaithful), regia di Adrian Lyne (2002)
- Saw - L'enigmista (Saw), regia di James Wan (2004)
- Straight-Jacket, regia di Richard Day (2004)
- 29th and Gay, regia di Carrie Preston (2005)
- The Legend of Zorro, regia di Martin Campbell (2005)
- Jumping Off Bridges, regia di Kat Candler (2006)
- Ready? OK!, regia di James Vasquez (2008)

#### Televisione
- Stark Raving Mad – serie TV, episodio 1x21 (1999)
- The District – serie TV, episodio 1x01 (2000)
- The Practice - Professione avvocati (The Practice) – serie TV, 6 episodi (2000-2001)
- The Education of Max Bickford – serie TV, episodio 1x02 (2001)
- Law & Order: Criminal Intent – serie TV, episodio 1x16 (2001)
- The Laramie Project, regia di Moisés Kaufman – film TV (2002)
- X-Files (The X-Files) – serie TV, episodio 9x18 (2002)
- Senza traccia (Without a Trace) – serie TV, episodio 1x19 (2003)
- Skin – serie TV, episodio 1x02 (2003)
- Whoopi – serie TV, episodio 1x11 (2003)
- Law & Order - Unità vittime speciali (Law & Order: Special Victims Unit) – serie TV, episodio 5x14 (2004)
- The Inside – serie TV, episodio 1x03 (2005)
- Lost – serie TV, 61 episodi (2006-2010) - Benjamin Linus
- Lost: Missing Pieces – miniserie TV, episodi 1x03-1x06 (2007)
- Parenthood – serie TV, episodio 2x16 (2011)
- Person of Interest – serie TV, 103 episodi (2011-2016) - Harold Finch
- Claws – serie TV, episodio 1x09 (2017)
- Arrow – serie TV, 7 episodi (2017-2018)
- Mozart in the Jungle – serie TV, episodi 4x04-4x09 (2018)
- Il nome della rosa (The Name of the Rose), regia di Giacomo Battiato – miniserie TV, 8 puntate (2019)
- Evil – serie TV, 45 episodi (2019-2024)
- Fallout – serie TV, episodio 1x02 (2024)
- Elsbeth – serie TV, 5 episodi (2024-2025)

### Doppiatore
- G.I. Joe: Renegades – serie animata, episodio 1x19 (2011)
- Generator Rex – serie animata, episodio 3x10 (2011)
- Batman: The Dark Knight Returns, Part 1, regia di Jay Oliva (2012)
- Batman: The Dark Knight Returns, Part 2, regia di Jay Oliva (2013)

## Riconoscimenti
- 2001 – Vincitore del Premio Emmy per la migliore partecipazione in un episodio di una serie drammatica per il personaggio di William Hinks nella serie The Practice - Professione avvocati
- 2007 – Candidatura al Premio Emmy come miglior attore non protagonista in una serie drammatica per il personaggio di Benjamin Linus nella serie Lost
- 2007 – Vincitore del Saturn Award come miglior attore non protagonista in una serie drammatica per il personaggio di Benjamin Linus nella serie Lost
- 2009 – Vincitore del Premio Emmy come miglior attore non protagonista in una serie drammatica per il personaggio di Benjamin Linus nella serie Lost

## Doppiatori italiani
Nelle versioni in italiano delle opere in cui ha recitato, Michael Emerson è stato doppiato da:
- Fabrizio Temperini in Lost, Parenthood, Person of Interest, Arrow
- Franco Mannella in X-Files, Il nome della rosa, Fallout
- Mino Caprio in Law & Order - Unità vittime speciali, The Legend of Zorro, Elsbeth
- Roberto Accornero in Law & Order: Criminal Intent
- Roberto Gammino in Saw - L'enigmista
- Antonio Palumbo in Claws
- Sergio Lucchetti in Evil (stagioni 1-3)
- Gianluca Machelli in Evil (stagione 4)